# Jonas Breitenstein

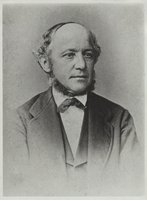
Jonas Breitenstein, Foto von 1876, Ortsmuseum Binningen.

Jonas Breitenstein (* 22. August 1828 in Ziefen; † 23. Mai 1877 in Basel) war ein Schweizer Pfarrer, Armenhelfer und Schriftsteller. Er ist der Pionier der Baselbieter Mundartliteratur, veröffentlichte aber auch Erzählungen auf Hochdeutsch und gehört zu den wichtigen Schweizer Vertretern des Poetischen Realismus.

## Leben
Jonas Breitenstein besuchte in Ziefen die Primarschule bei seinem Vater Hans Heinrich Breitenstein, der sich nebenher auch als Landwirt und Drechsler betätigte, und anschliessend die Bezirksschule in Liestal. 1846 trat er ans «Pädagogium» in Basel über, wo er zwei Jahre später die Maturität als «Primus omnium» (Bester seines Jahrgangs) ablegte. Von 1848 bis 1852 studierte er gemeinsam mit seinem Freund Martin Grieder Theologie in Basel (u. a. bei Karl Rudolf Hagenbach) und in Göttingen bei Friedrich Lücke. 1852 wurde er zum Pfarramt zugelassen.

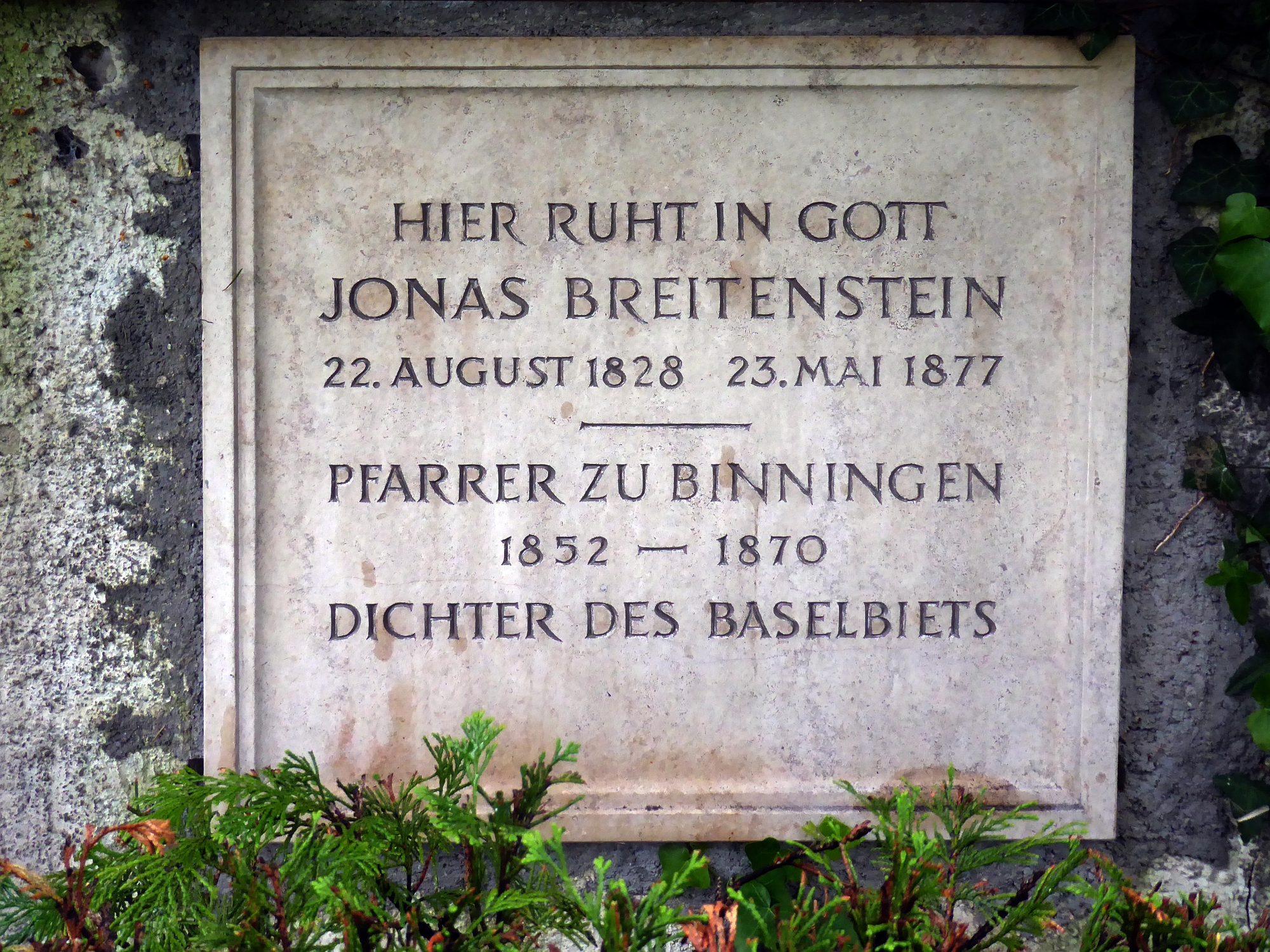
Grab von Jonas Breitenstein auf dem Friedhof von Binningen

Von 1852 bis 1870 wirkte er als Pfarrer der Kirchgemeinde Binningen-Bottmingen an der St. Margarethenkirche. In dieser Zeit gründete er den örtlichen Frauenverein und eine Kleinkinderschule. Daneben engagierte er sich im Armenerziehungsverein und für dessen Anstalt in Augst und wirkte als Inspektor der Bezirksschulen im Kanton Basel-Landschaft. Von 1870 bis zu seinem Tod im Jahr 1877 war er vollamtlicher Sekretär der neugeschaffenen Freiwilligen Armenpflege in Basel, einer noch privat organisierten Vorläuferin der staatlichen Fürsorge. Neben dieser neuen Aufgabe als «Freund und Vater der Armen» (Grenzpost) wirkte er auch als Religionslehrer am Gymnasium und als Aushilfsprediger. 1872/73 wurde er Mitglied der Akademischen Zunft und Ehrenmitglied des Kirchenrats von Basel-Stadt.
Jonas Breitenstein war mit Theresia Tschopp aus Ziefen verheiratet. Das Paar hatte acht Kinder, darunter den Maler Ernst Breitenstein (1857–1929). 
Bestattet wurde Jonas Breitenstein auf dem Kannenfeldfriedhof in Basel; nach dessen Aufhebung überführte man seine Gebeine auf den Friedhof Sankt Margarethen in seinem langjährigen Wirkungsort Binningen.

## Literarisches Werk
Jonas Breitenstein schrieb bereits als Bezirksschüler und – ermuntert durch seinen Lehrer Wilhelm Wackernagel – als Gymnasiast Gedichte in Hochdeutsch und in Mundart. Vorbildhaft waren neben den Gedichten von Wackernagel insbesondere die Werke von Johann Peter Hebel. Dies zeigt sich auch daran, dass Breitenstein in Anlehnung an Hebels Allemannische Gedichte ein Heft mit Gedichten aus den Jahren 1846–1854 mit «Jurablüthen oder Versuch neuer allemannischer Gedichte» überschrieb. Gleichzeitig bezog sich Breitenstein mit der Titelwahl auf das Gedichtbändchen ‹Alpenblüthen›, das der aus dem Emmental stammende Jurist Jakob Peter Gameter 1823 in Bern publiziert hatte.
1860 veröffentlichte er unter dem Pseudonym B. T. Jonas (gebildet aus dem Vornamen und dem jeweils ersten Buchstaben des Allianznamens) Erzählungen und Bilder aus dem Baselbiet. Anstoss zu diesem Erstling gab die 1851 erschienene Erzählung Hans Jakob und Heiri, die beiden Seidenweber von Jeremias Gotthelf, die im Baselbiet spielte, jedoch zum Missfallen Breitensteins mit Berner Mundart und Brauchtum durchsetzt war. Auch der Titel verweist unmissverständlich auf Gotthelf, nämlich auf dessen 1850–1855 erschienene fünfbändige Anthologie Erzählungen und Bilder aus dem Volksleben der Schweiz. Als nächste Buchveröffentlichungen folgten die Mundartidyllen Der Her Ehrli. Ein Idyll aus Basel und dem Baselbiet in allemannischer Mundart (1863) und ’S Vreneli us der Bluemmatt. Ein Idyll aus dem Baselbiet in allemannischer Mundart (1864), die beiden ersten selbstständigen Publikationen im Baselbieter Dialekt überhaupt. In beiden Werken verwendet Breitenstein in der Nachfolge von Klopstock frei gehandhabte Hexameter; die in den erzählerischen Passagen sind in Oberbaselbieter Mundart verfasst, während sich in den Dialogen Stadtbasler und Landschäftler Mundart virtuos abwechseln. Vorbild waren die Idyllen Hebels, dem Breitenstein mit dem Untertitel «in allemannischer Mundart» abermals die Reverenz erweist, aber auch jene der einst vielgelesenen Zürcher Johann Martin Usteri (De Herr Heiri. Städtische Idylle in Zürcher-Mundart) und August Corrodi (De Herr Professer. Idyll aus dem Züribiet, De Herr Vikari. Winteridyll usem Züripiet [beide 1858] und De Herr Dokter. Herbstidyll usem Züripiet [1860]).
1868 publizierte Breitenstein als seine letzte Veröffentlichung die hochdeutsche Erzählung Jakob, der Glücksschmied. «Erinnert der allgemeine Charakter dieser Erzählung an Gotthelf, so hat der Stil wieder manches von Hebel und Wackernagel» (Adolf Socin). Weitere Erzählungen von Breitenstein erschienen in der von ihm von 1860 bis 1866 herausgegebenen Zeitschrift Monatsblatt für Frauenvereine, für die er auch Sachartikel verfasste, sowie ab 1860 in der von Johannes Kettiger edierten Jugendbibliothek. In gedruckter Form liegen auch die von ihm verfassten Jahresberichte der Freiwilligen Armenpflege und einzelne seiner Leichenpredigten vor. Erst postum veröffentlicht wurden Breitensteins Tätigkeitsberichte als Pfarrer von Binningen in den Jahren 1852 bis 1856.
Jonas Breitenstein ist der Pionier der Baselbieter und einer der bedeutendsten Vertreter der Schweizer Mundartliteratur des 19. Jahrhunderts. «Von allen Dialektdichtern, die wir überhaupt kennen, steht, nicht nur wegen der Sprache, sondern auch durch den gemütlichen Charakter seiner Schöpfungen, keiner Hebel so nahe wie Breitenstein, ohne dass er deswegen ein Nachahmer zu nennen wäre» (Socin). Seine Werke bilden eine reichhaltige Fundgrube für Gustav Adolf Seilers Grundlagenwerk Die Basler Mundart (1879) und das Schweizerische Idiotikon. Auch seine hochdeutschen Erzählungen, die wie bei Gotthelf erzieherisch angelegt und mit mundartlichen Wendungen durchsetzt sind, gehören zum Bedeutendsten, was die Schweizer Literatur in der Epoche des Realismus hervorgebracht hat. Wegen seiner realistischen Schilderung des Kleinbauern- und Posamenterlebens wurde Breitenstein auch als «Baselbieter Gotthelf» bezeichnet. Breitensteins Erzählungen sind denn auch keine «blosse Nachahmungen» derjenigen von Gotthelf; «sie bieten völlig eigenständige und vortreffliche realistische Erzählkunst». Sein auktorialer Erzählstil ist indessen weniger kraftvoll als jener des berühmteren Dichterpfarrers aus dem Emmental, dafür zeichnet sich Breitenstein gegenüber Gotthelf durch eine grössere Geschmeidigkeit, die zum Teil an Gottfried Keller erinnert, und durch eine konsequent christlich-humane Haltung aus. Diese äussert sich nicht zuletzt darin, dass er – anders als Gotthelf – keine seiner Figuren diffamiert. Die «Derbheiten Gotthelfs billigte Breitenstein niemals, er glaubte auch ohne sie das Volk schildern zu können» (Socin). Daneben unterscheidet er sich von Gotthelf dadurch, dass seine Erzählungen und Idyllen neben der ländlichen auch die städtische Welt, genauer das Leben in der damals stark wachsenden Stadt Basel und deren Vororten, behandeln, jedoch stets aus der Perspektive der Besucher oder Zuwanderer vom Lande. Überhaupt bewahrt Breitenstein gegenüber seinen Anregern und Vorbildern Hebel und Gotthelf seine Eigenständigkeit: «Breitenstein vernimmt ihren Ruf, lässt sich weisen und geht seinen eigenen Weg»
Ein Thema, das Breitenstein in seinen «sozialen Erzähleranläufen» wie bei kaum einem anderen Autoren des poetischen Realismus durchzieht, ist die Armut, die in ihren unterschiedlichen Ursachen äusserst differenziert dargestellt wird.

## Ehrungen
1870 erhielt Jonas Breitenstein von der Kirchgemeinde Binningen-Bottmingen nach 18-jähriger Tätigkeit als Pfarrer einen Pokal als Abschiedsgeschenk (heute im Ortsmuseum Binningen). 1872 erteilte die Stadt Basel ihm und seiner Familie das Ehrenbürgerrecht. In Binningen ist eine Strasse nach ihm benannt. Zudem befindet sich dort bei der St. Margarethenkirche eine Gedenktafel. Am 2. September 2016 wurde an seinem Geburtshaus in Ziefen ebenfalls eine Gedenktafel angebracht.
Am 29. April 2019 wurde der Verein Jonas Breitenstein gegründet mit dem Ziel, die Erforschung, Vermittlung und Pflege des Werks von Jonas Breitenstein zu fördern. Er betreibt zu diesem Zweck auch eine Website.

## Werke

### Erstausgaben
- Erzählungen und Bilder aus dem Baselbiet, erschienen unter dem Pseudonym B. T. Jonas, Schweighauser’sche Sortiments-Buchhandlung, Basel 1860 (Digitalisat der Bayerischen Staatsbibliothek).
- Der Her Ehrli. Ein Idyll aus Basel und dem Baselbiet in allemannischer Mundart, Verlag von H. Georg, Basel 1863 (Digitalisat in der Google-Buchsuche).
- ’S Vreneli us der Bluemmatt. Ein Idyll aus dem Baselbiet in allemannischer Mundart, H. Georg’s Verlag, Basel 1864 (Digitalisat in der Google-Buchsuche).
- Jakob, der Glücksschmied. Ein Lebensbild, H. Georg, Basel 1868.

### Postume Ausgaben
- ’S Vreneli us der Bluemmatt. Ein Idyll aus dem Baselbiet in allemannischer Mundart, in: Helvetia 4 (1880/81), 5. Heft.
- Der Herbstmäret in Liestal. Ein Bild aus dem Baselbiet, Birkhäuser, Basel 1891 (publiziert vom Verein für Verbreitung guter Schriften, Sektion Basel, in einer Aufl. von ca. 3000 Exemplaren, verkauft für 10 Rappen)
- Der Her Ehrli. Ein Idyll aus Basel und dem Baselbiet in allemannischer Mundart, A. Brodbeck, Liestal 1894.
- Der Her Ehrli. Ein Idyll aus Basel und dem Baselbiet in allemannischer Mundart, Birmann-Stiftung, Liestal, 1982 (Faksimile der Ausgabe von 1894).
- Zwei Gedichte Jonas Breitensteins, aus dem handschriftlichen Nachlasse mitgeteilt von Ernst Jenny, in: Basler Jahrbuch 1935, S. 138–152 (Digitalisat).
- Jonas Breitenstein, Auswahl und Einleitung durch Rudolf Suter, GS-Verlag, Basel 1992 (= Unvergessene Basler Dichter, 4), ISBN 3-7185-0120-1.
- Die Seelsorge von Gemüths- und Geisteskranken. Referat gehalten im Herbst 1864, in der Conventssitzung den 20. Sept. In: Baselbieter Heimatblätter 88 (2023), S. 54–77.

Daneben erschienen Gedichte von Jonas Breitenstein in verschiedenen Anthologien, etwa in Basilea poetica (1874; 2. Aufl. 1897), Gottwilche (1879, hrsg. von Gustav Adolf Seiler), Die Alemannische Dichtung seit Johann Peter Hebel (1881), Sammlung deutsch-schweizerischer Mundart-Literatur von Otto Sutermeister (1882), Heisst ein Haus zum Schweizerdegen (1939), Haltla: Basel und seine Autoren (1978), Mer wei luege (1982) und Verstöhntder mi no? (2003) sowie in Periodika, Schullesebüchern und in Tageszeitungen. Breitensteins Rede auf die Universität Basel beim Empfang von Vertretern der Universität in Augusta Raurica am 7. September 1860 ist enthalten in der Anthologie Der beredte Baselbieter (1982).

### Werkausgabe
- Jonas Breitenstein: Geschichten und Dichtungen, hrsg. vom Ortsmuseum Binningen und dem Dichter- und Stadtmuseum Liestal, 3 Bände, Binningen 2013–2015.
  - Bd. 1 (2013): ’S Vreneli us der Bluemmatt, Die Baselfahrt (aus Erzählungen und Bilder aus dem Baselbiet), Gedichte, ISBN 978-3-033-04272-8.
  - Bd. 2 (2014): Der Her Ehrli, Der Herbstmäret in Liestal, Der Vetter Hansheri im Mätteli (beide aus Erzählungen und Bilder aus dem Baselbiet), Ein gemachter Mann, Die Geschichte vom Vikterli und seiner Frau (beide aus Monatsblatt für Frauenvereine, 1861), Gedichte, ISBN 978-3-033-04647-4.
  - Bd. 3 (2015): Jakob der Glücksschmied, ein Lebensbild, Die Geschichte vom Storzefried und vom Häfelibäbi (aus Erzählungen und Bilder aus dem Baselbiet), Das arme Annegreteli und sein Kind (aus dem Monatsblatt für Frauenvereine, 1860), Gottfried der Waisenknabe (aus der Jugendbibliothek von Johannes Kettiger), Jörgli, Der Heilig Obe, Die Rittersfrau (alle aus dem Nachlass), Gedichte, ISBN 978-3-033-05238-3.

### Dokumentensammlung
- Jonas Breitenstein. Ein Leben in Briefen und Dokumenten: Briefe 1846–1885, Literarisches aus dem Nachlass. Binningen: Verlag Ortsmuseum Binningen / Liestal: Dichter- und Stadtmuseum Liestal 2018.

## Ausstellungen
- Jonas und Ernst Breitenstein in Binningen, Ortsmuseum Binningen (Teil der Dauerausstellung)
- Zeitzeugen und Pioniere der Mundartdichtung. Jonas Breitenstein und sein Vorbild Johann Peter Hebel, Dichter- und Stadtmuseum Liestal, 5. Februar bis 19. Dezember 2020